# ناصر بارازیت
ناصر بارازیت (زاده ۲۷ مهٔ ۱۹۹۰) بازیکن فوتبال مراکشی الاصل اهل هلند است.